# Списък на световното културно и природно наследство на ЮНЕСКО
В Списъка на световното културно и природно наследство на ЮНЕСКО влизат обекти (например гора, планина, езеро, пустиня, сграда, археологически обект или град), номинирани и одобрени по международната програма за световното наследство на Комитета за световното наследство на Организацията на обединените нации за образование, наука и култура (ЮНЕСКО).
Програмата има за цел да каталогизира, именува и опазва обекти с изключително културно или природно значение за общото наследство на човечеството. При определени условия обектите от списъка могат да получат финансиране от Фонда за световно наследство. Програмата е създадена с Конвенцията за опазване на световното културно и природно наследство, която е приета от генералната конференция на ЮНЕСКО на 16 ноември 1972 г. Оттогава 182 страни са ратифицирали конвенцията.
Към 2011 г. в списъка са общо 936 обекта: 725 културни, 183 природни и 28 със смесено значение, в 153 страни-членки на Конвенцията. ЮНЕСКО дава на всеки обект от списъка идентификационен номер. Често обаче нововписан обект включва в себе си по-рано вписан обект, който става част от новия, с неговия идентификационен номер. В резултат номерацията достига до над 1100, въпреки че реално обектите са по-малко.
Всеки обект от Списъка на световното културно и природно наследство е собственост на страната, на чиято територия е разположен, но се смята, че в интерес на международната общност е да се запази всеки от тях за бъдещите поколения. Защитата и опазването на тези обекти са грижа на всички страни, участващи в Програмата за световното наследство.

## Изисквания
Основната цел на списъка за световното културно и природно наследство е да популяризира и защити места или обекти, които са единствени по рода си. Затова са създадени критериите за оценка. От 1978 до края на 2004 г. има 6 критерия за културно наследство (с номера от 1 до 6) и 4 за природно наследство (с номера от 1 до 4). През 2005 г. тези критерии се обединяват в 10. Новите предложения трябва да бъдат единствени по рода си и да отговарят най-малкото на 1 от всичките 10 изисквания.

### Културни критерии
I Обектите да представят шедьовър на човешкия творчески гений.
II Обектите да представят значителен обмен на човешки ценности в даден период от време или в определена културна област от света, за развитието на архитектурата или технологията, паметниците на изкуството, градоустройството или озеленяването.
III Обектите да бъдат единствени по рода си или най-малкото да са изключително свидетелство за културни традиции или за цивилизация, която живее или е изчезнала.
IV Обектите да бъдат изключителен пример на някой вид сграда, архитектурен или технологичен ансамбъл или пейзаж, които да илюстрират значими етапи от развитието на световната история.
V Обектите да бъдат изключителен пример на традиционно човешко селище, използване на земята или морето, които са показателни за култура или човешко взаимодействие с околната среда особено в случаите, когато тя е станала уязвима под силно влияние на необратими промени.
VI Обектите да бъдат пряко или осезаемо свързани със събития или живи традиции, с идеи или с вярвания, с художествени или литературни творби, които са от изключително световно значение. (Според Комитета на ЮНЕСКО за предпочитане е този критерий да се използва заедно с друг.)

### Природни критерии
VII Мястото да съдържа превъзходно природно явление или да има необикновена природна красота и естетическо значение.
VIII Мястото да бъде изключителен пример, представящ важни етапи от историята на Земята, включващ паметници от миналото за живота, символи, произлизащи от геоложки процеси в развитието и формирането на релефа, или символи с геоморфоложки или физиографически особености.
IX Мястото да бъде изключителен пример, представящ значими действащи екологични и биологични процеси в еволюцията и развитието на земни, сладководни, брегови и морски екосистеми и да бъде заедно със съжителство на растения и животни.
X Мястото да съдържа най-значимите и важни природни местообитания за запазване на биологичното им разнообразие, включително на тези, които имат изчезващи видове от изключителна световна значимост според гледището на науката и опазването на околната среда.
Важни въпроси са също и защитата, управлението, достоверността и целостта на имението.
След 1992 г. значението на връзката между хората и природната среда се оценява като културен пейзаж.

## Статистики
Световното наследство на ЮНЕСКО разполага с 936 забележителности, които са разположени в 153 държави. От тях 725 са за културно наследство, 183 са за природно наследство и 28 са със смесено (културно и природно) наследство. Комитетът за световното наследство е разделил страните на следните 5 географски региона:
- Африка;
- Арабски свят (Северна Африка и Близък изток);
- Азиатско-тихоокеански регион (без Русия и Америка, с Австралия и Океания);
- Европа и Северна Америка;
- Латинска Америка и Карибските острови.

Русия и Кавказките страни се разглеждат като част от Европа, докато Мексико се разглежда като част от Латинска Америка и Карибските острови. Географските региони на ЮНЕСКО са подчертано свързани повече с администрацията, отколкото с някаква географска свързаност. Островите Гоф са разположени в южната част на Атлантическия океан, но се разглеждат като част от региона Европа плюс Северна Америка, защото правителството на Великобритания е предложило мястото като кандидат за списъка на световното наследство.
Таблицата по-долу илюстрира видовете географски региони според ЮНЕСКО:
| Регион и наследство                   | Природно | Културно | Смесено | Общо |
| ------------------------------------- | -------- | -------- | ------- | ---- |
| Африка                                | 35       | 43       | 4       | 82   |
| Арабският свят                        | 4        | 63       | 1       | 68   |
| Азиатско- тихоокеанският регион       | 52       | 142      | 9       | 203  |
| Европа и Северна Америка              | 73       | 432      | 11      | 516  |
| Латинска Америка и Карибските острови | 32       | 62       | 3       | 97   |
| Общо                                  | 196      | 742      | 28      | 966  |

## Списъци на световното наследство
- Списък на световното културно и природно наследство на ЮНЕСКО в Азия и Океания
- Списък на световното културно и природно наследство на ЮНЕСКО в Америка
- Списък на световното културно и природно наследство на ЮНЕСКО в Африка
- Списък на световното културно и природно наследство на ЮНЕСКО в Арабския свят
- Списък на световното културно и природно наследство на ЮНЕСКО в Европа